# アグラ (イタリア)
アグラ（伊: Agra）は、イタリア共和国ロンバルディア州ヴァレーゼ県にある、人口約400人の基礎自治体（コムーネ）。

## 地理

### 位置・広がり

#### 隣接コムーネ
隣接するコムーネは以下の通り。
- ドゥメンツァ
- ルイーノ
- マッカーニョ・コン・ピーノ・エ・ヴェッダスカ

### 地震分類
イタリアの地震リスク階級 (it) では、4 に分類される
。

## 行政

### 分離集落
アグラには、以下の分離集落（フラツィオーネ）がある。
- Bedorè, Gaggio, Madonna della Lupera